# 정발산로
정발산로(Jeongbalsan-ro)는 경기도 고양시 일산동구 장항동 호수공원관리소교차로에서 고양시 일산동구 마두동 정발3단지삼거리 를 잇는 도로이다.

## 주요 경유지
경기도
- 고양시 일산동구 (장항동 . 마두동 . 정발산동)

## 노선
| 이름                  | 접속 노선 | 소재지 | 소재지   | 소재지 | 비고 |
| --------------------- | --------- | ------ | -------- | ------ | ---- |
| 호수공원관리소 교차로 | 호수로    | 고양시 | 일산동구 | 장항동 |      |
| 일산동구청사거리      | 중앙로    | 고양시 | 일산동구 | 마두동 |      |
| 정발중학교삼거리      | 강송로    | 고양시 | 일산동구 | 마두동 |      |
| 국립암센터사거리      | 일산로    | 고양시 | 일산동구 | 마두동 |      |
| 정발3단지삼거리       | 경의로    | 고양시 | 일산동구 | 마두동 |      |

## 주요 시설및 건물
- GS25 장항일호점 (정발산로 11/장항동 863-2)
- 아성다이소 일산웨스턴돔점 (정발산로 15/장항동 863-1)
- 올리브영 정발산로점 (정발산로 23/장항동 862-1)
- SK텔레콤 Tworld 일산본점 (정발산로 24/장항동 868)
- IBK기업은행 일산웨스턴돔지점 (정발산로 24/장항동 868)
- 투썸플레이스 일산웨스턴돔지점 (정발산로 24/장항동 868)
- CGV 일산 (정발산로 24/장항동 868)
- GS25 웨스톤점 (정발산로 24/장항동 868)
- 스타벅스 웨스톤B점 (정발산로 24/장항동 868)
- CU 장항낙원점 (정발산로 33/장항동 856-3)
- 스타벅스 일산동구청점 (정발산로 38/장항동 855)
- GS25 장항이스턴점 (정발산로 38/장항동 855)
- 커피빈 일산동구청점 (정발산로 38/장항동 855)
- 빽다방 일산동구청점 (정발산로 38/장항동 855)
- 정발중학교  (정발산로 115/마두동 811)
- 정발고등학교 (정발산로 185/마두동 894)